# Athyrium kuratae
Athyrium kuratae är en majbräkenväxtart som beskrevs av Serizawa. Athyrium kuratae ingår i släktet Athyrium och familjen Athyriaceae. Inga underarter finns listade.